# 米哈伊谷鄉

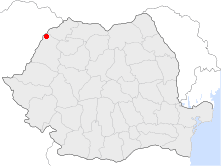

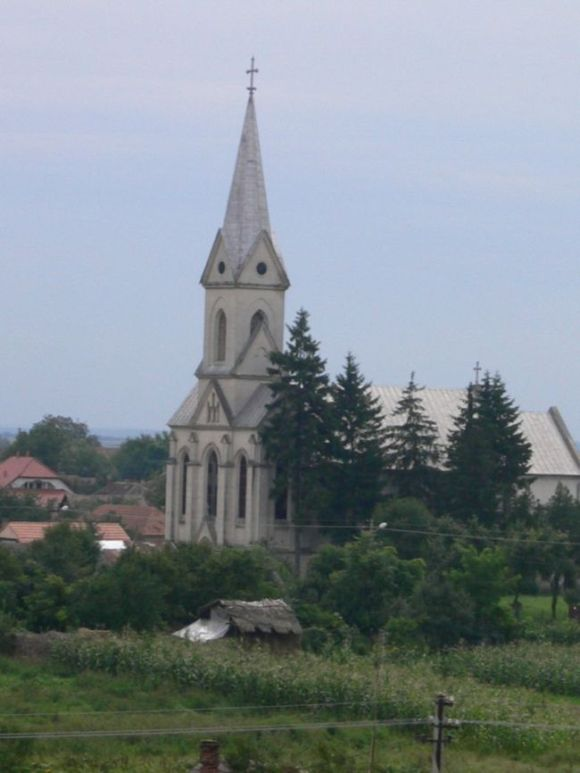
The Catholic church of the town

米哈伊谷鄉是羅馬尼亞的城鎮，位於該國西北部，距離首府奧拉迪亞52公里，由比霍爾縣負責管轄，面積73.45平方公里，海拔高度138米，2009年人口10,631，大多數居民是匈牙利人。

## 外部連結
- Valea lui Mihai - ShtetLink